# Honduras
L'Honduras (AFI: /onˈduras/), in passato chiamato Ondura, ufficialmente Repubblica dell'Honduras (in spagnolo República de Honduras), è una repubblica dell'America centrale. Il Paese si affaccia a nord-ovest sul golfo dell'Honduras; a nord e ad est è bagnato dal mar dei Caraibi; confina a sud con il Nicaragua; a sud-ovest si affaccia sul golfo di Fonseca dell'oceano Pacifico e ad ovest confina con El Salvador e Guatemala.
Prima della conquista spagnola, l'area dell'attuale Honduras fu abitata da popolazioni precolombiane, tra i quali i Maia. Ottenuta l'indipendenza nel 1821, l'Honduras ha sempre mantenuto un ordinamento di tipo repubblicano.
L'Honduras è una repubblica presidenziale. La lingua ufficiale è lo spagnolo, ma nelle Islas de la Bahía prevale la lingua inglese. Nelle regioni dell'entroterra si parlano anche lingue indie (miskito, sumu, lenca e garifuna).
È uno dei Paesi più violenti d'America ed uno dei più pericolosi del mondo per l'altissimo tasso di criminalità, legato soprattutto al traffico di droga. San Pedro Sula, la seconda città per abitanti dopo la capitale Tegucigalpa, secondo un rapporto del 2013 ha il primato mondiale nel tasso di omicidi, 169 ogni 100 000 abitanti.
Secondo l'Istituto nazionale di statistica dell'Honduras (INE), il 73% della popolazione del Paese è povero e il 53% vive in condizioni di estrema povertà. Il Paese è uno fra quelli con le più grandi diseguaglianze sociali dell'America Latina.

## Etimologia
Il nome venne dato alla nuova terra da Cristoforo Colombo approdato sulle coste caraibiche del Paese nel 1502. Il toponimo Honduras sta a significare in spagnolo "profondità delle acque". Ci sono molte teorie circa l'origine del nome dell'Honduras. Il nome Honduras compare in testi ufficiali a partire dall'anno 1607. Inoltre molti testi parlano di altri nomi come Guaymuras, Waymas, Fondura, Ternura.

## Bandiera
Le strisce orizzontali azzurre alle estremità rappresentano i mari che bagnano l'Honduras, il bianco della fascia centrale la terraferma racchiusa fra le acque dei due oceani, mentre le cinque stelle ricordano la breve unione con il Guatemala, il Nicaragua, El Salvador e la Costa Rica. I colori sono anche quelli tradizionali centroamericani. La bandiera è stata issata per la prima volta il 9 gennaio 1866.

## Storia

### Origini
L'Honduras è stato la patria dell'antico popolo maia, che però fin dal X secolo aveva quasi del tutto abbandonato la regione per trasferirsi più a nord, negli attuali Guatemala e Messico (penisola dello Yucatán).

### Secolo XV
Esplorato sia da Amerigo Vespucci (1498) che da Cristoforo Colombo nel suo ultimo viaggio in America, il territorio venne definitivamente assoggettato dalla Spagna nel 1537 e due anni più tardi fu incorporato nella Capitaneria generale del Guatemala (Capitanía general de Guatemala).

### Secolo XIX
L'Honduras si rese indipendente dalla Spagna nel 1821. Inizialmente inglobato nel Messico, nel 1823 diede vita insieme a Costa Rica, El Salvador, Guatemala e Nicaragua alla federazione delle Province Unite dell'America Centrale. L'anno successivo venne eletta la prima assemblea costituente del nuovo Stato. Nel 1838 l'Honduras si distaccò dalla federazione e proclamò la propria indipendenza.

### Dall'indipendenza agli anni quaranta
All'inizio del XX secolo, il presidente liberale Miguel Rafael Dávila, stretto alleato del Nicaragua di José Santos Zelaya, proclamò con quest'ultimo la Grande Repubblica dell'America Centrale, che avrebbe dovuto portare all'unione degli Stati della regione e respingere i progetti espansionistici degli Stati Uniti. Gli Stati Uniti risposero fornendo sostegno finanziario ai conservatori di Manuel Bonilla. In un contesto di deterioramento delle relazioni commerciali, mercenari americani organizzarono un'incursione nel porto di Acajutla; Davila li respinse e trattò i prigionieri come "filibustieri". Gli Stati Uniti hanno quindi sollecitato nuovamente Manuel Bonilla contro di lui. La nave da guerra USS Tacoma, nelle acque honduregne, ha fornito tempestivamente a Bonilla il supporto per rovesciare il governo.

### Il secondo Novecento
Nel 1957 fu eletto presidente il liberale Ramón Villeda Morales. Durante il suo governo l'Honduras entrò nel Mercato Comune Centroamericano e iniziò programmi per una timida riforma agraria e per l'ampliamento dell'istruzione. La sua politica provocò la sfiducia dei conservatori dell'Honduras, che appoggiavano il maccartismo, e che nel 1963, dopo il trionfo della rivoluzione cubana, provocarono un colpo di Stato contro il presidente Villeda Morales. Al suo posto i conservatori posero il colonnello Oswaldo López Arellano. Questi fatti segnarono l'inizio di un lungo e triste periodo di dittatura militare in Honduras.
López Arellano governò il Paese dal 1965 al 1974. La già fragile economia dell'Honduras si destabilizzò ulteriormente durante il suo regime. La forte immigrazione, proveniente in gran parte dal vicino El Salvador, aumentò la disoccupazione. In risposta a questo problema il governo honduregno decise di espellere 300000 contadini e braccianti salvadoregni dal Paese e requisirne le proprietà, provocando una sorta di caccia all'uomo contro i presunti "invasori". Preoccupato da quest'aumento di violenza, il 14 luglio del 1969 il governo salvadoregno dichiarò guerra all'Honduras. La guerra tra Honduras e San Salvador venne definita la “guerra delle cento ore” o "guerra del calcio". Mentre l'esercito salvadoregno attaccava, avvicinandosi velocemente alla capitale Tegucigalpa, l'OSA negoziò un cessate il fuoco, che entrò in vigore il 20 luglio dello stesso anno. In questa breve, ma cruenta guerra morirono circa 4 000 persone tra militari e civili e di fatto nessuno dei due Stati ottenne nulla. Il conflitto fu un pretesto per entrambe le dittature per rafforzare il loro potere e tacitare le crisi interne e al contempo dimostrò la debolezza dell'esercito honduregno nonché la sua corruzione, che aveva portato alla creazione di molti soldati “fantasma” (soldati salariati riportati nei registri, ma in realtà inesistenti).
Nel 1974 López Arellano, durante il suo secondo mandato di governo, cercò di promuovere alcune riforme, ma venne accusato di esser stato pagato dalla United Brands (nuovo nome della celebre United Fruit Company). La crisi che ne seguì portò alla coniazione dell'espressione Repubblica delle banane, usata per la prima volta da O. Henry.

### Il colpo di Stato del 1974
Alla crisi seguì un colpo di Stato guidato dal colonnello Juan Alberto Melgar Castro. Tre anni dopo quest'ultimo fu deposto e al suo posto salì al potere un triumvirato militare dal quale emerse la figura del colonnello Policarpo Paz García.
Dal 1972 al 1983, l'Honduras è stato governato dai militari. L'influenza degli Stati Uniti era così forte che il termine "proconsole" veniva usato per indicare il loro ambasciatore. Negli anni '80, l'amministrazione Reagan utilizzò il Paese come piattaforma nella sua guerra contro la rivoluzione sandinista in Nicaragua e la guerriglia di sinistra in El Salvador e Guatemala. Gli aiuti militari statunitensi all'Honduras passarono da 4 milioni di dollari nel 1981 a 77,4 milioni nel 1984.7 Gli Stati Uniti non erano disposti a rinunciare al loro ruolo militare. Pur sottolineando internamente che le forze governative honduregne commettono "centinaia di violazioni dei diritti umani (...), la maggior parte delle quali a sfondo politico", la CIA sostiene gli squadroni della morte, in particolare il Battaglione 3-16, che torturano, uccidono o fanno sparire decine di sindacalisti, accademici, contadini e studenti. I documenti declassificati indicano che l'ambasciatore John Negroponte interviene personalmente per bloccare eventuali rivelazioni di questi crimini di Stato, al fine di evitare di "creare problemi di diritti umani in Honduras".

### Il ritorno alla democrazia
Nel 1980 si tennero le elezioni legislative e un anno dopo risultò costituzionalmente eletto Roberto Suazo Córdova. Il nuovo presidente diede vita alla costituzione del 1982, ma la repressione di stampo dittatoriale non terminò con queste aperture democratiche. Presto iniziò una grande fase di terrore con la ricerca e l'eliminazione di molti elementi del Partido Renovación Patriótica, PRP (del vecchio Partito Comunista dell'Honduras) e della sinistra honduregna (oggi tutti raccolti nel Partito di Unificazione Democratica e in Libertà e Rifondazione), segnando così l'inizio di una nuova era politica. Il gruppo Facusse propose che il Paese si convertisse in uno Stato libero amico degli Stati Uniti.
Durante il governo di Suazo Córdova gli Stati Uniti, attraverso la loro base di Palmerola (Soto Cano Air Base), usarono il territorio honduregno come base dei controrivoluzionari nicaraguensi con il fine di deporre il governo socialista di Daniel Ortega in Nicaragua.
Nel 1986 questa politica continuò anche con il governo del liberale Josè Azcona del Hoyo. Il governo statunitense prestò all'Honduras aiuti finanziari senza precedenti pur di ottenere l'utilizzo del suo territorio per combattere il governo di Ortega. Con Azcona del Hoyo fu scelta la via della "formula B" quando Azcona non ottenne la maggioranza dei voti. Tuttavia a quel tempo i candidati, 5 nazionalisti e 4 liberali, stavano correndo per la presidenza; "la formula B" ha richiesto l'insieme dei voti di tutti i candidati dallo stesso partito per essere raggiunta. In questo modo Azcona ottenne la presidenza.

### Anni novanta
Nel 1990 Rafael Leonardo Callejas Romero vinse le elezioni sotto lo slogan "Llegó el momento del Cambio" ("È arrivato il momento del cambiamento") che fu aspramente criticato poiché assomigliava alla campagna politica dell'ARENA di El Salvador. Sotto la presidenza del nazionalista Rafael Leonardo Callejas Romero (27 gennaio 1990 - 27 gennaio 1994) leader del Partito Nazionale dell'Honduras, che segna il ritorno al potere dei nazionalisti già al governo fino al 1972, viene varato il "Plan de Ajuste", un piano di aggiustamento economico basato sulle teorie neoliberiste di Milton Friedman proposte dall'allora Presidente degli USA Ronald Reagan e dal Primo Ministro britannico Margaret Thatcher. Il piano conduce ad una profonda crisi economica con la crescita del debito fiscale e commerciale ed un maggiore impoverimento della classe media. Il malcontento popolare che ne consegue nelle elezioni del 1994 porta alla vittoria dell'opposizione liberale.

#### Presidenza Reina Idiáquez (1994-98)
Sotto la presidenza del liberale Carlos Roberto Reina Idiáquez (27/01/1994 - 27/01/1998), leader del Partito Liberale dell'Honduras, viene lanciato un ambizioso processo di democratizzazione chiamato la rivoluzione morale, contro la corruzione, per un liberalismo sociale. Vengono riformate Forze Armate e soppresso l'obbligo del servizio militare tentando di trasferire il potere dalle mani dei militari a quelle delle autorità civili.

#### Presidenza Flores Facussé (1998-2002)
Durante la Presidenza del liberale Carlos Roberto Flores Facussé (27/01/1998 - 27/01/2002) viene tentata la strada delle riforme economiche ma non si registrano effettivi miglioramenti. La sfortuna vuole che dal 29 ottobre al 3 novembre 1998 il paese venga sconquassato dal terribile uragano Mitch, uno dei peggiori disastri naturali del paese centroamericano. L'uragano colpisce anche Nicaragua e Guatemala e provoca in Honduras la morte accertata di oltre 10 000 persone e la morte stimata di migliaia di persone disperse e seppellite in fosse comuni, trasformando il 20% dell'intera popolazione in senzatetto. Tutti gli indicatori dello sviluppo economico furono spazzati via in 5 giorni.

### Anni 2000

#### Presidenza Riccardo Maduro Joest (2002-06)
Durante la Presidenza del nazionalista Ricardo Rodolfo Maduro Joest (27/01/2002 - 27/01/2006), economista ed ex presidente del Banco Central de Honduras, viene mantenuta la linea politica economica neoliberale, e l'Honduras ottiene il condono di parte dei debiti con l'estero. Nel campo legislativo Maduro promulga leggi in contrasto alla dilagante delinquenza dei gruppi criminali locali, le cosiddette pandillas o gruppi di pandilleros, gangs criminali latine nel centroamerica con ramificazioni negli Stati Uniti.
La gestione del presidente Maduro ha privatizzato il settore delle telecomunicazioni, in modo da promuovere una veloce diffusione dei servizi di telecomunicazione alla popolazione honduregna.
Nel 2004 sono state usate schede elettorali separate per le elezioni amministrative, politiche e presidenziali. Molti altri candidati sono stati registrati per le elezioni del 2005.

#### Presidenza Manuel Zelaya Rosales (2006-09)
Il liberale Manuel Zelaya Rosales vince le elezioni il 27 novembre 2005, sconfiggendo lo sfidante nazionalista Porfirio Lobo Sosa, e il 27 gennaio subentra a Ricardo Maduro.
Il 28 giugno 2009, quattro mesi prima della scadenza, è deposto con un provvedimento della Corte costituzionale e deportato in Costa Rica dai militari. I poteri presidenziali sono conferiti provvisoriamente dal Congresso al presidente del Congresso stesso, Roberto Micheletti, mentre nella capitale Tegucigalpa sorgono le proteste dei sostenitori di Zelaya. I disordini sono repressi sanguinosamente da alcuni reparti delle forze dell'ordine favorevoli alla dittatura (vi furono due morti e centinaia di feriti), imponendo il coprifuoco.
Zelaya aveva cercato di avviare un iter per la modifica della costituzione, motivandolo come un ribilanciamento tra i poteri dello Stato. I sostenitori del golpe affermavano invece che la modifica era pensata per garantirsi la rielezione oltre il secondo mandato (in maniera simile a quanto fatto da un altro leader sudamericano, Hugo Chávez): la rielezione è invece impedita dalla Costituzione dell'Honduras, che espressamente impedisce di modificare gli articoli che regolano il numero dei mandati presidenziali, specialmente nei 180 giorni precedenti alle elezioni. Il 24 ottobre 1985, lo stesso Roberto Micheletti aveva tentato senza successo di istituire un'Assemblea Nazionale Costituente per modificare gli articoli 373, 374 e 375 della Costituzione e per permettere al presidente di allora, Roberto Suazo Córdova, di estendere il suo mandato.
Nonostante il colpo di Stato ed il successivo allontanamento del presidente eletto Manuel Zelaya, l'Unione europea, che dapprima condannò le vicende honduregne, ha riconosciuto il nuovo governo. Come concordato con Micheletti, gli Stati Uniti hanno deciso di rimuovere l'embargo nei confronti del paese, riprendendo le normali attività diplomatiche e considerando il golpe un semplice incidente di percorso (ad un caro prezzo umano).
Il presidente Zelaya ritornò in Honduras nel settembre del 2009, rifugiandosi nell'ambasciata brasiliana di Tegucigalpa.
Con un colpo di Stato si instaura un governo de facto con a capo Roberto Micheletti. Circa quattro mesi dopo, il 4 Il 28 ottobre 2009, a seguito di pressioni internazionali il governo de facto espresse parere favorevole al ritorno di Manuel Zelaya Rosales come presidente a guida del paese, ciononostante si giunse a convocare nuove elezioni.

#### Presidenza Lobo (2010-14)
Il Fronte nazionale contro il golpe, organizzazione che rivuole l'insediamento di Zelaya, è fortemente perseguitato da squadroni della morte muniti di mezzi blindati e di armi d'assalto semiautomatiche. Allo stesso modo sono repressi tutti coloro che sono schierati con il Fronte, studenti, sindacalisti, docenti, attivisti dei diritti umani contro il latifondismo, giornalisti, organizzazioni per i diritti gay.
A tutt'oggi non si conosce l'entità dei crimini contro l'umanità in Honduras, ma organizzazioni internazionali stanno prendendo in seria considerazione questo regime che fin dal primo giorno ha lasciato vittime per le strade honduregne.
Su pressione degli Stati Uniti il presidente uscente è rientrato nell'ottobre 2009 nel Paese. Un accordo tra le due parti, siglato dal segretario di stato Usa Hillary Clinton, stabilisce l'accettazione del risultato delle elezioni del novembre 2009.
Le elezioni presidenziali si sono tenute sotto la sorveglianza dei militari con un alto grado di astensione da parte della popolazione honduregna (per protesta verso il mancato rispetto da parte della fazione di Micheletti dell'accordo siglato con la resistenza e patrocinato dagli Stati Uniti). Le elezioni sono state vinte da Porfirio Lobo Sosa, che ha sostituito nel gennaio 2010 Micheletti; alcuni osservatori internazionali hanno giudicato lo svolgimento delle elezioni regolare.
L'opposizione considerava Porfirio Lobo autoritario.
Il governo di Lobo non è stato riconosciuto dagli Stati dell'Alleanza Bolivariana per le Americhe, dell'Unasur, dell'OEA e da molti altri paesi.

#### Presidenza Juan Orlando Hernández (2014-2022)
Juan Orlando Hernandez è stato annunciato come il vincitore dal responsabile del Tribunale Supremo Elettorale, David Matamoros. Egli ha definito il risultato "irreversibile", rispondendo alle dichiarazioni di vittoria iniziali di entrambi i candidati principali. Mentre le proteste dell'opposizione sono continuate, Hernandez ha detto che il risultato era "non negoziabile con nessuno" e ha nominato un team di transizione.
Tuttavia Xiomara Castro (moglie dell'ex presidente deposto Manuel Zelaya) e Salvador Nasralla hanno contestato i risultati, e il presidente venezuelano Nicolás Maduro ha accusato gli Stati Uniti di "ingerenza negli affari interni di honduregni." Castro ha invitato i suoi sostenitori a tenere una protesta sabato 30 novembre 2013.
Secondo il Congresso nordamericano sull'America Latina, "le elezioni sono state piene di irregolarità e intimidazioni violente, minacciando di gettare la nazione in ulteriore scompiglio politico." Tuttavia, gli osservatori dell'Organizzazione degli Stati americani e le Nazioni Unite hanno dichiarato che le elezioni hanno rispettato gli standard internazionali e sono state libere ed eque.
Hernández ha prestato giuramento come presidente il 27 gennaio 2014.
Il presidente è stato rieletto nel 2018 dopo un voto ritenuto fraudolento dall'opposizione e dagli osservatori internazionali. Il governo ha dichiarato lo stato di emergenza. Circa 30 dimostranti sono stati uccisi e più di 800 arrestati. Secondo le Nazioni Unite e la Commissione interamericana per i diritti umani, "molti di loro sono stati trasferiti in installazioni militari, dove sono stati brutalmente picchiati, insultati e talvolta torturati".

#### Presidenza Xiomara Castro (2022-)
Il 28 novembre 2021 Xiomara Castro ha vinto le elezioni presidenziali, insediandosi alla presidenza della repubblica il 27 gennaio 2022.

## Geografia

### Geografia fisica

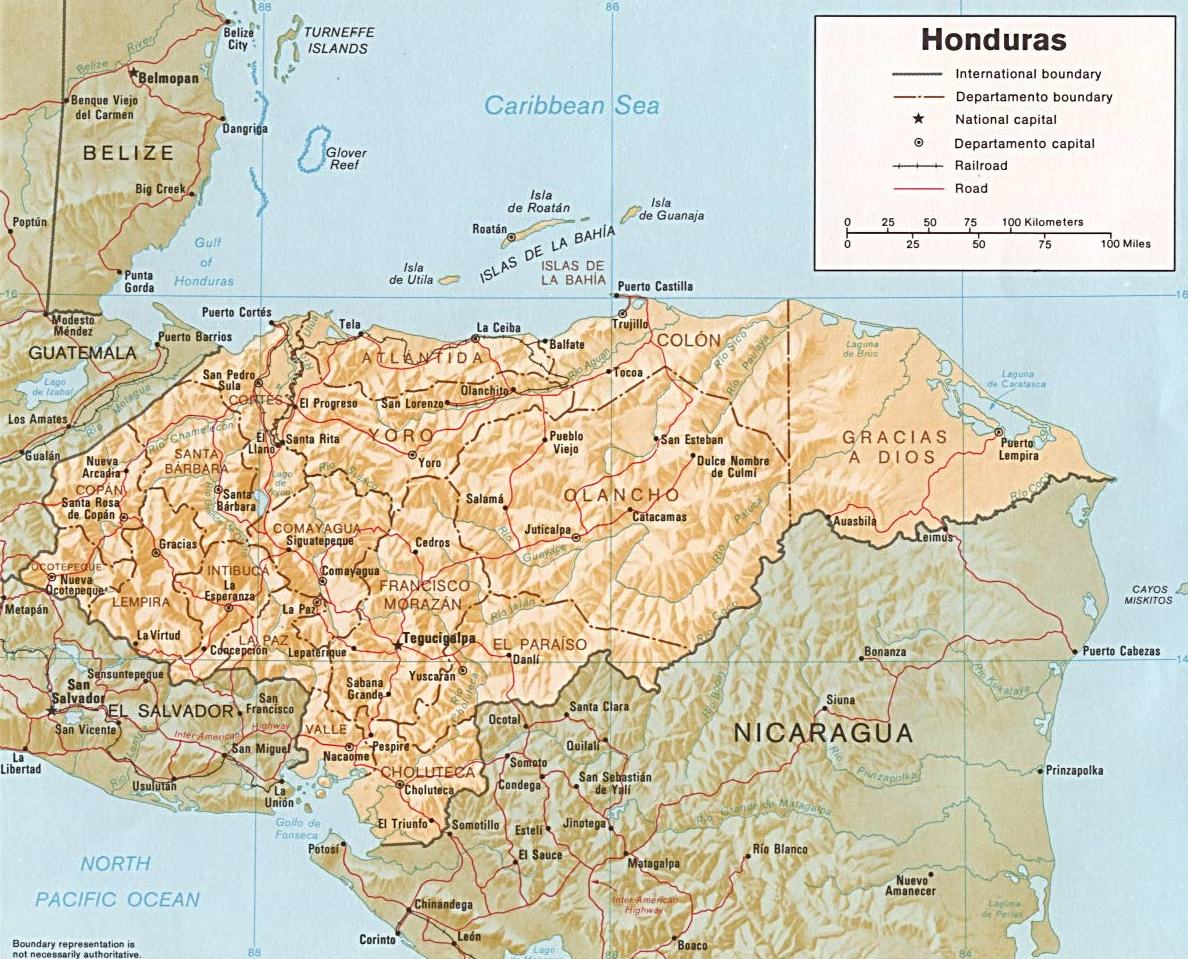
Mappa con rilievo dell'Honduras, 1985

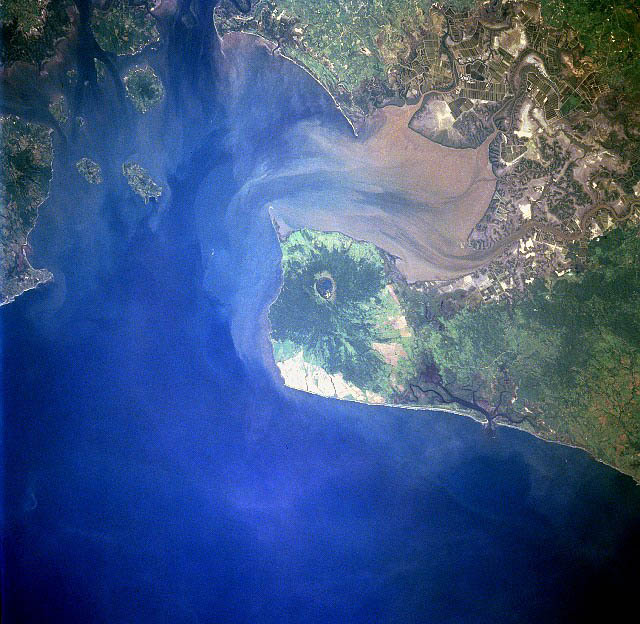
Golfo di Fonseca, luglio 1997

Il Paese si affaccia sul golfo dell'Honduras e sul Mar dei Caraibi per un tratto di 644 km e nell'Oceano Pacifico con un tratto di costa nel Golfo di Fonseca di 153 km. Il paese comprende anche le Islas de la Bahía (Isole della Baia): Guanaja, Útila e Roatán; e più a Nord, le lontane Swan Islands. Il territorio dell'Honduras è formato principalmente da montagne (80%). Ci sono pianure strette lungo i litorali, una grande regione pianeggiante La Mosquitia nel nordest, che è densamente popolata: la valle di Sula nel Nord-Ovest. I rilievi montuosi sono disposti in catene parallele con direzione Ovest-Est. La parte meridionale del Paese è formata da una spessa copertura vulcanica, che l'erosione atmosferica ha trasformato in rilievi allungati parallelamente ai corsi d'acqua. La laguna Yojoa costituisce la principale fonte di acqua dolce del paese.
Confini
Totale: 1520 km.
- Guatemala 256 km.
- El Salvador 342 km.
- Nicaragua 922 km.

Coste
- Totale 820 km
- Reclami marittimi:
- Zona contigua: 24 Miglia Nautiche
- Piattaforma Continentale: naturale estensione del territorio fino a 200 Miglia nautiche
- Zona economica esclusiva: 200 Miglia Nautiche
- Acque territoriali: 12 Miglia nautiche

#### Morfologia
Geologicamente il Paese poggia su un basamento di rocce cristalline che affiora ampiamente nella sezione settentrionale. Piegato nell'era paleozoica e successivamente spianato dalla lenta erosione, questo zoccolo fu violentemente interessato da moti orogenetici del Cenozoico, propri dell'intera area istmica. Questi moti provocarono numerose fratture con conseguente fuoriuscita di magma. Gli espandimenti lavici e gli apparati vulcanici sono presenti nella parte meridionale, e si collegano all'allineamento di vulcani che corre lungo tutta l'America centrale. Al di sopra dello zoccolo si trovano strati sedimentari mesozoici e cenozoici. Una copertura di sedimenti post-pliocenici caratterizza la Mosquitia e la pianura costiera nord-orientale. L'orografia è complessa, sovrastata da brevi catene in più punti superiori ai 2.000 m, culminanti con il Cerro de Las Minas (2.789 m).
Da questo nucleo di alte terre partono verso nord una serie di dorsali con andamento sudovest-nordest (Cerros de Cangreja 2.435 m, Montaña La Esperanza, Sierra de Agualda 2.590 m, Montaña de Colón) che talvolta raggiungono il litorale caraibico, determinando tratti di costa alta e rocciosa, come quella che fronteggia l'arcipelago delle Islas de Bahia. La costa atlantica è orlata da lagune (Los Micos, Guaimoreto, Ibans Ébano, Brus, Caratasca, ecc.); qui si estendono le maggiori pianure dello Stato.

#### Idrografia
La regione montuosa è divisa in due parti ineguali dal solco vallivo dei fiumi Ulua, Humuya e Goascoràn.
Fiumi
- Río Patuca è il più lungo dell'Honduras ed il secondo per lunghezza in America Centrale.
- Río Ulúa è il fiume più importante a livello economico.
- Río Choluteca è il fiume della capitale Tegucigalpa.
- Río Negro segna il confine con il Nicaragua.
- Río Coco o segovia, è un altro fiume che segna i confini con il Nicaragua.
- Río Goascorán divide El Salvador dall'Honduras.
- Río Talgua
- Río Culmí
- Río Wuampú nel Dipartimento di Olancho.
- Río Guayape
- Río Boquerón
- Río Tinto
- Río Cangrejal

### Clima
Il clima dell'Honduras e di tutto il Centro America è tropicale, temperato nelle zone più elevate dell'interno, dove la media annua si aggira sui 21 °C. Le basse regioni costiere del nord presentano temperature elevate (26,7 °C di media) con alti tassi di umidità. La stagione secca dura da novembre a maggio: la media annua delle precipitazioni va dai 1.016 mm di alcune valli montane ai 2.540 mm della costa settentrionale.

## Popolazione
L'Honduras conta circa 9,6 milioni di abitanti.
Circa il 90% della popolazione è meticcia.
Il 52% della popolazione vive nelle città.
L'incremento della popolazione è del 2,52% e il tasso di fecondità è di 4,26 bambini per donna. (Dati del 2000).
La densità è di 58,5 per km²

### Demografia

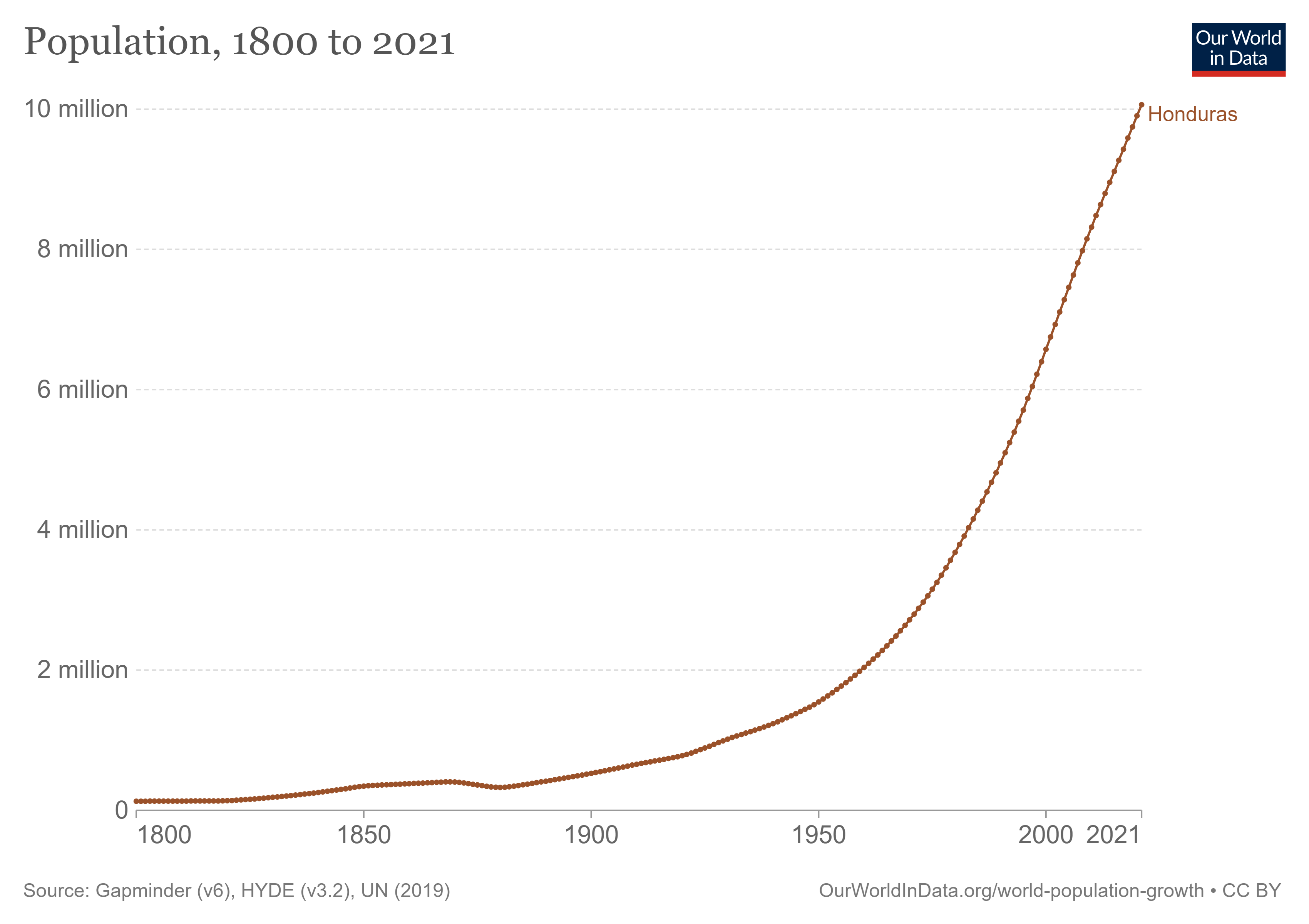
Evoluzione demografica tra il 1800 e il 2021. Popolazione in milioni d'abitanti

La popolazione dell'Honduras è prevalentemente meticcia e di fede cattolica, ma lungo il litorale nordico ci sono parecchie chiese evangeliche. Sono le Comunità degli anglofoni che hanno mantenuto la loro cultura risalente a quando il Belize (British Honduras) faceva parte dell'impero britannico. I gruppi dei Garífuna, vivono lungo il litorale settentrionale, in cui vi sono inoltre molti afro-latino americani.
Nel XX secolo i Garífuna sono diventati parte integrante dell'identità dell'Honduras; a questo gruppo etnico appartengono le rappresentazioni teatrali, come la Louvavagu, che contribuiscono ad amplificare il turismo.
Gli asiatici nell'Honduras sono principalmente di discendenza cinese e giapponese.
Centinaia di famiglie sono originarie del Medio oriente, specialmente arabi cristiani della Palestina, sono attive soprattutto nell'imprenditoria e vengono chiamate spregiativamente turcos.
Molti strati della popolazione hanno legami in Spagna, negli Stati Uniti (particolarmente New Orleans, Florida e California) e nelle Isole Cayman.
Anche con tutti i "nuovi venuti" nel paese, la popolazione indigena dell'Honduras è ampiamente sparsa nel paese.
Vi sono inoltre le tribù dei Chortís (discendenti dei Maya), dei Payas o Pech, dei Tolupanes o Xicaques/Jicaques, dei Lencas, dei Sumos o Tawahkas ed degli Olmeca. Per la maggior parte, queste tribù vivono in condizioni di estrema miseria a causa della mancata integrazione sociale con le classi dominanti.

### Etnie
Meticci 90%, amerindi 7%, neri 2%, bianchi 1%.
Etnie
- Chortís
- Lenca
- Pech
- Tolupanes
- Tawahkas
- Miskitos
- Garífunas

### Religione
Cattolici 54%, protestanti 36% (sulle coste caraibiche con la presenza della Chiesa Cristiana Avventista, dei Mennoniti e soprattutto della Manmin Central Church una chiesa evangelica fondata a Seul, Corea del Sud, nel 1982) mentre tra gli altri principali gruppi religiosi sono presenti i Testimoni di Geova e la Chiesa di Gesù Cristo dei Santi degli Ultimi Giorni (Mormoni) che nel giugno del 2006 ha annunciato che avrebbe costruito un grande tempio mormone a Tegucigalpa, inaugurato ufficialmente il 17 marzo 2013, che lo rende oggi uno dei sei più grandi templi mormoni in America Centrale).
Al giorno d'oggi la Chiesa cattolica in Honduras è composta da nove diocesi: Tegucigalpa, Comayagua, Choluteca, Juticalpa, Yoro, San Pedro Sula, Trujillo, Copán e La Ceiba, che fanno parte della Conferenza Episcopale dell'Honduras.
Sono presenti in Honduras anche un piccolo numero di musulmani e ebrei, soprattutto in San Pedro Sula con una moschea e una sinagoga. Anche la Comunità Bahá'í in Honduras vanta una sua presenza significativa.

### Lingue
La lingua ufficiale del paese è lo spagnolo. Nel Dipartimento di Islas de la Bahía si parla soprattutto il creolo inglese.
Si parlano inoltre ancora diverse lingue autoctone, anche se alcune sono in via di estinzione: 
- Garifuna (lingue arawak) (quasi 100.000 parlanti in Honduras)
- Mískito (lingue misumalpa) (29.000 parlanti in Honduras)
- sumu (lingue misumalpa) (meno di 1.000 parlanti in Honduras)
- pech/paya, (lingue chibcha) (meno di 1.000 parlanti in Honduras)
- Tol (isolata) (meno di 50 parlanti)
- Ch’orti’ (lingua maya) (meno di 50 parlanti)
- Il Lenca sta vivendo un periodo di "rivitalizzazione".

Le lingue immigrate più recenti includono l'arabo (42000 parlanti), l'armeno (1.300 parlanti), il turco (900), il cinese Yue (1000).

## Ordinamento dello stato

### Suddivisioni amministrative
L'Honduras attualmente è diviso in 18 dipartimenti (departamentos) e 298 comuni.
Ogni dipartimento ha un proprio governatore, che è nominato dal presidente della repubblica dell'Honduras.
| 1. Atlántida (La Ceiba) 2. Choluteca 3. Colón 4. Comayagua 5. Copán 6. Cortés 7. El Paraíso 8. Francisco Morazán 9. Gracias a Dios | 1. Intibucá 2. Islas de la Bahía 3. La Paz 4. Lempira 5. Ocotepeque 6. Olancho 7. Santa Bárbara 8. Valle 9. Yoro |  |

### Città principali
Le città honduregne più importanti sono:
Tegucigalpa: capitale dell’Honduras con 1.126.000 abitanti. È la città più importante dal punto di vista politico e economico, sede dell’Università Nazionale Autonoma dell’Honduras
San Pedro Sula: con 650.000 abitanti si trova al secondo posto. Fondata nel 1590, poi sviluppata grazie alla coltivazione ed esportazione di banane che attirò l’attenzione di nuovi residenti e commercianti.
Choloma: con 222.800 abitanti è la terza città per popolazione nell’Honduras. Un tempo era luogo di stanziamento di popolazioni indigene 

## Istruzione
Obbligo scolastico fino a 12 anni.

### Alfabetizzazione
- Tasso di alfabetizzazione: 71%
- Studenti universitari: 54106

### Università
In ambito universitario ricordiamo l'Università autonoma nazionale dell'Honduras, fondata nel 1847.

## Sanità
Il sistema sanitario dell'Honduras è costituito dal settore pubblico, ossia dalla Secretaria de Salud e dall'Instituto Hondureño de Seguridad Social (IHSS), e da un sistema privato, con o senza fine di lucro. L'AIDS è alquanto diffuso.

## Politica

### Assetto istituzionale
L'Honduras è una repubblica presidenziale in base alla Costituzione del 20 gennaio 1982.

#### Presidente della Repubblica
Il presidente viene eletto a maggioranza relativa direttamente dal popolo, e congiuntamente al vicepresidente. Il suo mandato ha durata di quattro anni. Gli articoli non riformabili 237 e 374 della Costituzione non consentono un'estensione del mandato presidenziale o una rielezione. Egli è anche il capo del governo e ha il potere di nominare i 18 governatori dei dipartimenti. Esercita il potere esecutivo. Nel caso sia impossibilitato ad esercitare il suo mandato, viene sostituito dal vicepresidente fino al termine del mandato costituzionale o, se anche il vicepresidente è mancante, dal presidente del Parlamento.
La sede istituzionale della presidenza della repubblica è il Palazzo José Cecilio Del Valle a Tegucigalpa.
Presidenti dal 1982 (Ritorno alla democrazia).
- Roberto Suazo Córdova (PLH): 1982-1986
- José Azcona del Hoyo (PLH): 1986-1990
- Rafael Leonardo Callejas (PNH): 1990-1994
- Carlos Roberto Reina (PLH): 1994-1998
- Carlos Roberto Flores Facusse (PLH): 1998-2002.
- Ricardo Maduro (PNH): 2002-2006
- Manuel Zelaya Rosales (PLH): dal 27 gennaio 2006 al 28 giugno 2009, giorno della sua deposizione da parte della Corte costituzionale.
- Roberto Micheletti (PLH) : ad interim, per concludere il mandato del deposto Zelaya, dal 28 giugno 2009 al gennaio 2010.
- Porfirio Lobo Sosa (PNH): 2010-2014
- Juan Orlando Hernández (PNH): 2014-2018

Dal 1982, l'Honduras ha avuto cinque presidenti liberali: Roberto Suazo Córdova, José Azcona del Hoyo, Carlos Roberto Reina e Carlos Roberto Flores, Manuel Zelaya Rosales e quattro nazionalisti: Rafael Leonardo Callejas Romero, Ricardo Maduro, Ricardo Rodolfo Maduro Joest, Porfirio Lobo Sosa e Juan Orlando Hernández.

#### Parlamento
Il parlamento in base alla costituzione del 1982 è monocamerale, e prende il nome di congresso nazionale dell'Honduras (Congreso Nacional) ha 128 membri (diputados), sono eletti direttamente per un mandato di quattro anni tramite la rappresentanza proporzionale; i seggi congressuali sono assegnate ai candidati dei partiti su una base dipartimentale in proporzione al numero di voti che ogni partito riceve. Prima del 1997, i delegati erano scelti indirettamente, la forza congressuale del partito era determinata dalla proporzione dei voti che i corrispondenti candidati alle simultanee elezioni presidenziali ricevevano. La Costituzione attribuisce in via esclusiva al Parlamento il potere di riformare la Costituzione, fatti salvi gli articoli e le disposizioni immodificabili indicate nell'art. 374 della Costituzione stessa. Il congresso si riunisce nel Palazzo Legislativo (Palacio Legislativo) nel centro di Tegucigalpa.

### Partiti
L'Honduras ha un sistema bipartitico, i due partiti politici dominanti sono il PLH e PNH. È estremamente difficile che qualcuno consegua un successo elettorale sotto la bandiera di qualunque altro partito.

### Partiti presenti in parlamento
- Partito Nazionale dell'Honduras (Partido Nacional de Honduras, PNH)
- Libertà e Rifondazione (Libertad y Refundación, LIBRE)
- Partito liberale dell'Honduras (Partido Liberal de Honduras, PLH)
- Partito Anticorruzione (Partido Anticorrupción, PAC)
- Partito di Innovazione e Unità (Partido de Inovación y Unidad)
- Partito di Unificazione Democratica (Partido Unificación Democrática, PUD), in cui sono confluiti, nel 1992:
  - Partito Rivoluzionario Honduregno (Partido Revolucionario Hondureño, PRH)
  - Partito Morazanista di Liberazione Nazionale (Partido Morazanista de Liberación Nacional, PMLN)
  - Partito per la Trasformazione dell'Honduras (Partido para la transformación de Honduras, PTH)
  - Partito di Rinnovamento Patriottico (Partido Renovación Patriótica, PRP, il vecchio Partito Comunista dell'Honduras)
- Partito Democratico Cristiano dell'Honduras (Partido Demócrata Cristiano de Honduras)

### Sistema giudiziario
L'ordinamento giudiziario include una Corte Suprema di Giustizia le Corti d'Appello e parecchie corti con specifica giurisdizione - quali lavoro, tasse e le corti penali. I giudici della Corte Suprema di Giustizia (Corte Suprema de Justicia), sono scelti per un mandato di quattro anni dal congresso nazionale.

### Criminalità
L'Honduras è considerato uno dei paesi più pericolosi al mondo, ancor più dell'Iraq e dell'Afghanistan. Il suo tasso di omicidi volontari è il più alto al mondo, ben 82 assassini ogni 100.000 abitanti, davanti al Venezuela con 67. Nell'elenco delle città più pericolose al mondo spicca San Pedro Sula, che nel 2011 è stata la città con più omicidi al mondo (158 ogni 100.000 abitanti).
Il bilancio militare dell'Honduras è triplicato dal colpo di Stato del 2009. Gli Stati Uniti forniscono anche assistenza militare allo Stato honduregno e utilizzano le basi militari del paese come piattaforma di lancio per gli interventi nella regione.

### Politica interna
L'Honduras ha sette partiti politici registrati: il Partito Nazionale dell'Honduras (PNH), il Partito Liberale dell'Honduras (PLH), il Partito di Innovazione e Unità (Pinu), il Partito Democratico Cristiano dell'Honduras (DC), il Partito di Unificazione Democratica (UD), il Partito Anticorruzione (PAC) e Libertà e Rifondazione (LIBRE).
Il PNH ed il PLH hanno governato il paese per decenni, e sebbene siano partiti politici distinti con una loro solida base elettorale, i loro interessi e obiettivi politici sono sempre stati molto simili. Sono visti spesso soprattutto al servizio degli interessi dei propri membri, cui il partito al potere distribuisce impieghi secondo una prassi clientelare. Entrambi sono visti come in appoggio dell'élite che possiede la maggior parte della ricchezza nel paese. Nessun partito persegue gli ideali socialisti, anche se in molti sensi l'Honduras funziona come una versione democratica del vecchio Stato socialista, con il controllo dei prezzi ed il monopolio dell'elettricità e delle linee telefoniche terrestri.

### Politica estera
L'Honduras è un membro delle Nazioni Unite, dell'Organizzazione mondiale del commercio (OMC), dell'Organizzazione degli Stati Americani (OSA o OAS), del Parlamento dell'America centrale (PARLACEN), del sistema centro americano di integrazione (SICA), la Commissione centro americana di sicurezza (CASQ), l'Associazione di Stati dei Caraibi (AEC-ACS) e del Mercato Comune Centroamericano (MCCA o Mercomune). Durante il 1995-96, l'Honduras, membro fondatore delle Nazioni Unite, per la prima volta sedette da membro non permanente del Consiglio di sicurezza dell'ONU.
L'Honduras e il Nicaragua hanno avuto rapporti molto tesi durante il 2000 e nel 2001 dovuti ad una disputa sui confini esterni della costa atlantica.
Il Nicaragua ha imposto una dazio doganale del 35% contro l'Honduras dovuta alla disputa e la materia attualmente sta attendendo una decisione dalla Corte internazionale di giustizia (CIG).
Al diciassettesimo Summit dell'America centrale nel 1995, ospitato dall'Honduras nella città settentrionale di San Pedro Sula, i sei paesi della regione (ad esclusione del Belize) hanno firmato dei trattati che istituiscono misure comuni sulla sicurezza e sullo scambio di informazioni riservate per combattere il contrabbando delle automobili rubate nell'istmo. Nei successivi Summit (che si tengono ogni 6 mesi), l'Honduras ha continuato a lavorare nell'interesse generale con gli altri paesi centro-americani sulle spese.
L'Honduras non mantiene più rapporti diplomatici ufficiali con la Repubblica di Cina (Taiwan) dal 23 marzo 2023 da quando riconobbe la Repubblica popolare cinese.

## Economia
L'Honduras è ancora oggi uno dei paesi meno sviluppati e industrializzati dell'America centrale. Prodotto Nazionale Lordo (PPA): 37.644 milioni di $ (101º posto della classifica mondiale) (stime 2012).
Prodotto Nazionale Lordo (PPA) pro capite: 4.744$ (126º posto della classifica mondiale) (stime 2012).
Bilancia dei pagamenti: -272 milioni di $.
Inflazione: 20,2%.
Secondo le stime della Banca Mondiale e del Fondo Monetario Internazionale l'Honduras è uno dei paesi con il più alto debito estero al mondo.

### Risorse
- Produzione di energia elettrica: 6537 GWh.
- Pesca: 24.119 tonnellate.
- Petrolio: non produttore, raffinazione 14.000 b/g.
- Allevamento: bovini 1,9 milioni, suini 700.000, cavalli 175.000.
- Minerali: piombo, zinco, argento, oro, rame, ferro, stagno, carbone.
- Agricoltura: L'Honduras è un paese essenzialmente agricolo, ma solo il 9% del territorio è coltivabile. La produzione riguarda banane, noci di cocco, caffè, tabacco e cotone.
- Risorse minerarie: Le risorse minerarie riguardano prevalentemente l'oro.
- Industria: Le attività industriali sono rivolte al trattamento dei prodotti agricoli e zootecnici e alla produzione di beni di consumo immediato.

### Esportazioni
USA 74%, Giappone 4%, Germania 3%, El Salvador 2%, Regno Unito 2%, altri 1%.

### Importazioni
USA 59%, Guatemala 5%, Messico 4%, Antille olandesi 3%, El Salvador 3%, altri 23%.

### Turismo
1 visitatore l'anno ogni 24 abitanti.
Provenienza: USA 39%, El Salvador 14%, Nicaragua 9%, altri 38%.

## Trasporti

### Strade
- Guida a destra.
- Rete stradale: oltre 13.000 km.
- Rete autostradale: nessuna.
- Asfaltata: 3.126 km.
- Non asfaltata: 12.274 km (dato del 1999.)

### Rete ferroviaria
Totale: non sono presenti ferrovie funzionanti nel territorio honduregno.
Collegamenti ferroviari con i paesi confinanti.
- El Salvador: No.
- Guatemala: Non in uso.
- Nicaragua: No.

### Trasporti navali
Rete fluviale.
- Navigabile: 465 km (solo per piccole imbarcazioni).

Flotta navale.
- Flotta mercantile nazionale: 1.339 navi (1,1 milioni tsl).

Porti
- Puerto Cortés
- Tela
- La Ceiba
- Amapala

### Trasporti aerei
Aeroporti internazionali: Aeroporto Toncontin di Tegucigalpa, Aeroporto Ramon Villeda Morales di San Pedro Sula, Aeroporto Goloson di La Ceiba, Aeropuerto Juan Manuel Galvez di Roatan.
Compagnia aerea di bandiera: Avianca Honduras (Gruppo Taca).

## Ambiente
Uso della terra
- Terre arate: 15%
- Coltivazioni permanenti: 3%
- Pascoli permanenti: 14%
- Foreste e terreno boscoso: 54%
- Altro: 14% (stime 1993)
- Terre irrigate: 740 km² (stime 1993)

Il 10% del territorio nazionale è protetto.
Nel 2016 è stata assassinata Berta Cáceres, attivista ambientalista e rappresentante del popolo Lenca, che si opponeva alla costruzione di una diga sul Río Gualcarque.
Dal 2014, la siccità colpisce l'Honduras. Il problema è aggravato dallo sfruttamento delle risorse naturali a favore dei megaprogetti minerari o idroelettrici. Dopo il colpo di Stato del 2009, sono state concesse 89 concessioni minerarie e idroelettriche, spesso a società vicine al governo.
Più di 130 attivisti ambientali sono stati uccisi tra il 2009 e il 2019, rendendo l'Honduras uno dei paesi più pericolosi per gli attivisti ambientali.

## Cultura
Patrona dell'Honduras è la Madonna di Suyapa.
L'Honduras possiede varie culture. Essendo il secondo paese più grande del Centro America (dopo il Nicaragua), ha quattro distinte aree geografiche: montagne nell'interno, la costa Caraibica, la Costa della Mosquitia, le pianure del Golfo de Fonseca e la costa Pacifica dell'Honduras. C'è un arcipelago nel Mar dei Caraibi denominato le isole della Baia, con una cultura differente da quella del resto del paese.
Un Honduregno può essere chiamato un Catracho o un Catracha. La parola è derivata dal cognome del generale honduregno Florencio Xatruch, che guidò nel 1857 le forze armate dell'Honduras in difesa dei territori honduregni contro un tentativo d'invasione condotta dal corsaro statunitense William Walker. Il soprannome è considerato complementare, non offensivo.
Honduras This Week è il più importante giornale in lingua inglese che è stato pubblicato per 17 anni a Tegucigalpa. Dal 1997 è in versione on line.

### Media
La televisione in Honduras comprende tre canali principali: Televicentro, anche nota semplicemente come TVC, che è situata nella capitale della nazione Tegucigalpa. La rete è stata fondata nel 1987 per unificare in una sola emittente i tre canali televisivi Canal 5, Canales 3 y 7 e Telecadena 7 y 4, permettendo loro di avere una maggiore copertura. Seguono poi JBN-TV (Jesus Broadcasting Network) che è un canale televisivo honduregno fondato dalla Manmin Central Church (una chiesa evangelica fondata a Seul, Corea del Sud, nel 1982) nata nel 2000 nella città di Tegucigalpa ma che ha la propria sede nella città di San Pedro Sula, nel Dipartimento di Cortés. JBN-TV è un canale televisivo dedicato, come anche il Canal 3 Quimistan, al cristianesimo in lingua spagnola. 

### Produzione letteraria
Tra i vari scrittori che si distinsero possiamo ricordare Augusto Monterroso, Roberto Quesada e Froylán Turcios.
Tra gli altri scrittori ricordiamo: Eduardo Bähr, Amanda Castro, Javier Abril Espinoza, Juan Ramón Molina, Argentina Díaz Lozano, Rigoberto Paredes, Roberto Sosa, Helen Umaña e Ramón Amaya Amador.

### Musica
Tra i più noti musicisti e artisti honduregni possiamo ricordare Guillermo Anderson.

### Patrimoni dell'umanità
L'importante patrimonio culturale dell'Honduras è testimoniato anche dalla presenza di alcuni siti inseriti nella Lista dei patrimoni dell'umanità dell'UNESCO.

### Gastronomia
Uno dei piatti popolari della cucina tradizionale honduregna è la baleada.

## Sport
In ambito calcistico ricordiamo l'importante affermazione della Nazionale di calcio dell'Honduras che nel 1981 ha vinto il campionato CONCACAF Gold Cup.
Per la boxe Teófimo López è stato il primo honduregno campione del mondo.

## Tradizioni

### Festività
In Honduras si festeggiano tutte le ricorrenze religiose cristiane.
| Feste        | Festa                    | Nome locale          | Note |
| ------------ | ------------------------ | -------------------- | --- |
| 15 settembre | Giorno dell'Indipendenza | Día de Independencia | Si celebra di giorno. Gli allievi di tutte le scuole marciano per le città. Le famiglie si riuniscono in grandi raduni. |

- La ricorrenza nazionale celebra il Giorno dell'indipendenza dalla Spagna, nel 1821
- il 17 settembre di ogni anno si celebra il Día del Maestro Hondureño in onore di Josè Trinidad Reyes, fondatore dell'Universidad Nacional Autónoma de Honduras (UNAH).[51]